# Odo av Akvitanien
Odo av Akvitanien, död 735, var regerande hertig av Akvitanien mellan okänt år, möjligen 688, och 735.